# Guardami guardami
Guardami guardami è una commedia teatrale scritta da Bruno Tabacchini e Biagio Izzo. È stata portata in scena per la prima volta nel 2011 con la regia di Claudio Insegno.

## Trama
Il protagonista, Vito Prudente ha perso tutto quello che aveva con la crisi del 2008 ed era rimasto sul lastrico e per ripagare i debiti, sposa la vedova di un magnate del petrolio, la gelosissima ballerina Marzia Brandi, una sua ex compagna delle scuole superiori. Vito ricorre all'ipnosi della sua consorte e della sua fedele assistente Sofia per uscire con altre donne quasi tutte le sere. A rompere questo equilibrio irrompe da Kabul un vecchio compagno di scuola, Tommaso Caravita, un personaggio grottesco innamorato da sempre di Marzia. I piani di Vito vengono ulteriormente complicati dalla costante ed invadente presenza del tuttofare Ciro e dall'arrivo della giovane ed avvenente Ada e del suo eccentrico marito Savionetti. Il leitmotiv della commedia è la differente visione dell'amore di lei e di lui, argomentata nelle maniere più disparate. Lei che non sopporta il pensiero che lui la tradisca, lui che spesso e volentieri pensa solo alla lussuria. Un continuo rincorrersi, all'insegna di espedienti, scuse, arguzie per aggirare la gelosia di lei e celare i tradimenti di lui, per assicurare una parvenza di armonia al rapporto.